# Desant na Bornholm
Desant na Bornholm – operacja desantowa Armii Czerwonej przeprowadzona w ostatnich dniach II wojny światowej w Europie, mająca na celu zajęcie duńskiej wyspy Bornholm, okupowanej przez wojska niemieckie. Po dwudniowych walkach garnizon niemiecki na wyspie poddał się Sowietom.

## Tło sytuacyjne
Bornholm, wyspa położona w południowej części Morza Bałtyckiego, została zajęta przez siły niemieckie w kwietniu 1940 roku w czasie kampanii duńskiej i stała się ważnym punktem strategicznym dla hitlerowskiej Kriegsmarine, ułatwiającym kontrolę żeglugi między zachodnimi i wschodnimi portami bałtyckimi, a także między portami Szwecji i Niemiec. Na wyspie utworzono bazę dla okrętów podwodnych i sił lekkich. Stąd między innymi niemieckie okręty podwodne, niszczyciele i mniejsze jednostki zapuszczały się pod wybrzeża radzieckie.
W ostatnich miesiącach wojny znaczenie strategiczne Bornholmu jeszcze bardziej wzrosło. Wyspa stała się punktem przeładunkowym dla tysięcy żołnierzy i uciekinierów ewakuowanych z Kurlandii, Prus Wschodnich i Pomorza Gdańskiego, a jednocześnie bazą zaopatrzeniową dla broniących się jeszcze w tych rejonach wojsk niemieckich oraz okrętów i statków. Do końca wojny była także jedną z najważniejszych niemieckich baz operacyjnych na Bałtyku, umożliwiała bowiem siłom lotniczym i morskim osłonę linii komunikacyjnych między Szwecją i Niemcami oraz podejść do Cieśnin Duńskich. Obecność sił niemieckich na Bornholmie ograniczała rozwinięcie szerszej działalności radzieckim siłom morskim na wodach Zatoki Pomorskiej i w zachodniej części Bałtyku.
Dowództwo niemieckie, w pełni doceniając znaczenie strategiczne Bornholmu, przygotowało wyspę do długotrwałej obrony. 25 stycznia 1945 roku postanowiono obronę tę jeszcze bardziej wzmocnić. Na wyspie skoncentrowano wówczas około 12 tys. żołnierzy, wzmocniono system artylerii nadbrzeżnej i przeciwlotniczej. M.in. w marcu tegoż roku przewieziono z Kurlandii i ustawiono na wyspie osiem baterii dalekosiężnej artylerii nadbrzeżnej. Zamontowano także 10 stacji radiolokacyjnych do wczesnego wykrywania samolotów i okrętów nawodnych oraz trzy stacje hydroakustyczne do wykrywania radzieckich okrętów podwodnych. Ponadto w kwietniu 1945 roku zaczęto pospiesznie rozbudowywać lotnisko na Bornholmie, aby umożliwić lotnictwu myśliwskiemu osłonę szlaków żeglugowych w rejonie południowego Bałtyku. 
W kwietniu 1945 roku dowództwo radzieckie wyznaczyło Kołobrzeg jako bazę podczas operacji desantowej na wyspę Bornholm, gdzie broniły się jeszcze duży niemiecki garnizon pod dowództwem kmdr von Kamptza oraz ewakuowany z Prus Wschodnich oddział gen. Wuthmanna. Razem oddziały niemieckie liczyły ok. 12 tys. żołnierzy. Operację przygotowywali w Kołobrzegu gen. mjr P. Kotow-Legonkow - szef oddziału operacyjnego 2 Frontu Białoruskiego, kmdr J. Guskow - komendant portu kołobrzeskiego i jego szef sztabu kmdr por. D. Szewcow. Lotnicze przygotowanie desantu zaczęło się 7 maja. W dniu tym, o godz. 16:00 radio podało komunikat adm. Dönitza informujący o kapitulacji Niemiec. Niemiecki dowódca na Bornholmie nie odpowiadał na radzieckie wezwania.
4 maja wojska niemieckie w Danii złożyły broń. Dowódca sił niemieckich stacjonujących na Bornholmie nie chciał poddać się Sowietom, z którymi Niemcy pozostawały formalnie w stanie wojny i żądał przybycia dowódców alianckich. Mimo rozpaczliwych telefonów i telegramów od władz lokalnych Bornholmu do rządu w Kopenhadze, alianci - niechcący burzyć poprawnych stosunków ze stroną sowiecką poprzez ingerencję w strefie frontu wschodniego - nie przybyli, a członkowie rządu duńskiego z kolei nie chcieli popadać w kolizję z aliantami. 

## Walki
Sowieci, chcąc zmusić Niemców do poddania się, przeprowadzili 7 i 8 maja 1945 roku bombardowanie dwóch największych miast: Rønne i Nexø (ludność została jednak o nich uprzedzona i zdążyła się ewakuować, a ponowna interwencja władz lokalnych u rządu duńskiego nie dała żadnego rezultatu). W porcie Rønne przebywało 6 transportowców, 3 okręty desantowe oraz 15 mniejszych okrętów bojowych. Zaatakowano również 7 transportowców eskortowanych przez około 30 kutrów  dozorowych  przy wschodnich wybrzeżach wyspy pomiędzy Nexø i Svaneke, zatapiając i uszkadzając wiele z nich.
W wyniku tych działań zniszczonych zostało ponad 90% domów w Rønne i Nexø, również wskutek wynikłych pożarów. Chaos powiększył się, gdy do mieszkańców wyspy, pozbawionych majątku i dachu nad głową, dołączyło 26000 uciekinierów zarówno z Niemiec jak i republik nadbałtyckich; liczba odpowiadająca ponad połowie ówczesnej populacji wyspy.
Kmdr Gerhard von Kamptz wolał poddać się Brytyjczykom niż Sowietom. 9 maja o godz. 6:15 z Kołobrzegu wypłynęła w kierunku wyspy grupa sześciu kutrów torpedowych z kompanią desantową pod dowództwem kmdr D. Szewcowa w celu przyjęcia kapitulacji Bornholmu. Po drodze Sowieci spotkali niemiecki okręt desantowy i cztery kutry ewakuacyjne. Niemcy poddali się i pod eskortą jednego radzieckiego kutra popłynęli do kołobrzeskiego portu, reszta radzieckich okrętów płynęła dalej w kierunku celu. O godz. 15:30 wpłynęli do portu Rønne na wyspie Bornholm. Cały czas dowództwo niemieckie odmawiało kapitulacji i groziło otwarciem ognia. W tej sytuacji do akcji przystąpił miejscowy (duński) ruch oporu. Po upływie dwóch godzin Niemcy postanowili skapitulować. Gen. Wuthmann, kmdr von Kamptz i kilku wyższych niemieckich oficerów radzieckim kutrem torpedowym popłynęli do Kołobrzegu, gdzie w dowództwie portu podpisano kapitulację wyspy Bornholm.
Ostatecznie, 9 maja niemiecki dowódca na wyspie podpisał akt kapitulacji. Na wyspie pojawiły się oddziały sowieckie ze 132 Korpusu Strzeleckiego, który wchodził w skład wojsk 2 Frontu Białoruskiego w liczbie 7686 żołnierzy i oficerów w celu demilitaryzacji oddziałów niemieckich. Została ona szybko dokonana, lecz oddziały sowieckie pozostały na wyspie aż do 6 kwietnia 1946 roku, gdy wycofały się.
Niektórzy historycy duńscy wysuwają - w oparciu o udostępnione w ostatnich latach dokumenty - tezę, że Stalin planował przyłączenie Bornholmu do swego imperium, ze względu na strategiczne położenie wyspy na Morzu Bałtyckim.

## Skutki
Zniszczone domostwa zastąpione zostały darem od szwedzkiego sąsiada – osiedlami 300 domków drewnianych w Rønne i Nexø, które stoją na wyspie do dziś. Pozostał też cmentarz żołnierzy armii sowieckiej w Allinge, z których wielu - wycieńczonych podczas działań wojennych - zmarło podczas ponadrocznego pobytu na wyspie.